# 天安门
天安门坐落在中华人民共和国北京市中心，紫禁城的南端，与天安门广场以及人民英雄纪念碑、毛主席纪念堂、人民大会堂、中国国家博物馆隔长安街相望，是明清两代北京皇城的正门。設計者為明代的御用建築匠師蒯祥。天安門始建于明朝永樂十五年（1417年），時稱為承天門。清朝順治八年（1651年）更名為天安門。1925年10月10日，民國政府成立國立故宮博物院，天安門開始對民眾開放。1949年10月1日，天安門成為中華人民共和國中央人民政府开国大典的舉辦地，它也由此被设计入国徽，成為中華人民共和國的象徵之一。1961年，天安门被国务院列入第一批全国重点文物保护单位。2024年7月27日，天安門作为「北京中轴线——中国理想都城秩序的杰作」的组成部分，入選世界遗产。

## 历史

### 明清时期
天安门原为明清皇城的正门，始建于明永乐十五年（1417年）。 最初时，它仅是一座三层五间式的木结构牌楼，名字叫做“承天门”。天顺元年（1457年），牌楼毁于雷火，八年后的成化元年（1465年）重建为面阔九间、进深五间的重檐歇山式城楼。崇祯十七年（1644年），李自成攻入北京，仅逗留40日便被迫撤出，撤退前草草登基，当晚“焚毁宫殿及九门城楼”，承天门再次被毁。清顺治八年（1651年）在废墟上进行了大规模改建，重修为一座城楼，名字也改成“天安门”，代表著「外垵內和，長治久安的意思」。
明清的皇帝们一般都在天安门颁布重要诏令，称为“金凤颁诏”。此外皇帝大婚、将领出征时祭旗、御驾亲征时祭路、刑部在秋天提审要犯（“秋审”）、殿试公布“三甲”（“金殿传胪”）等重大仪式也都在此举行。

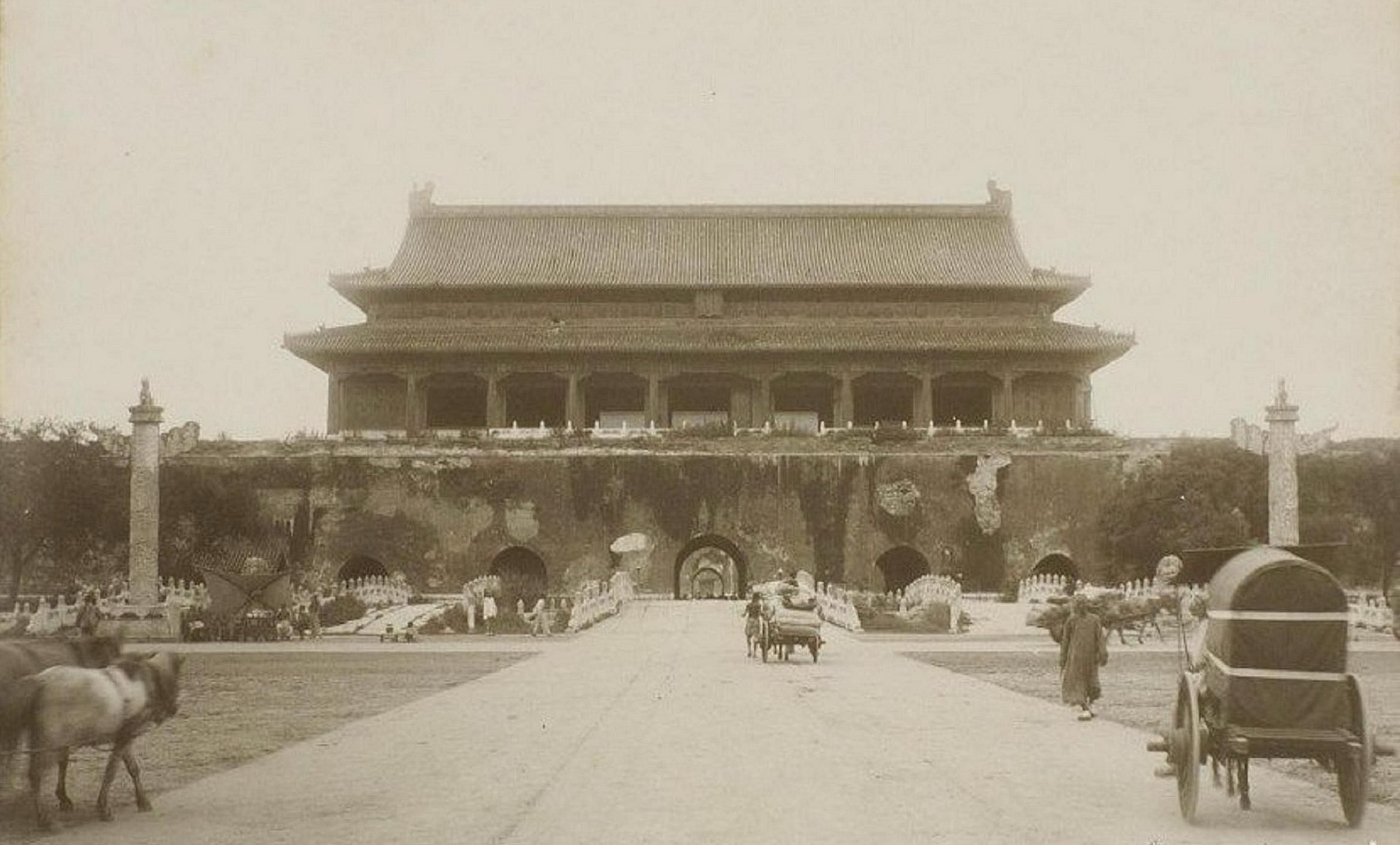
1900年的天安门正面
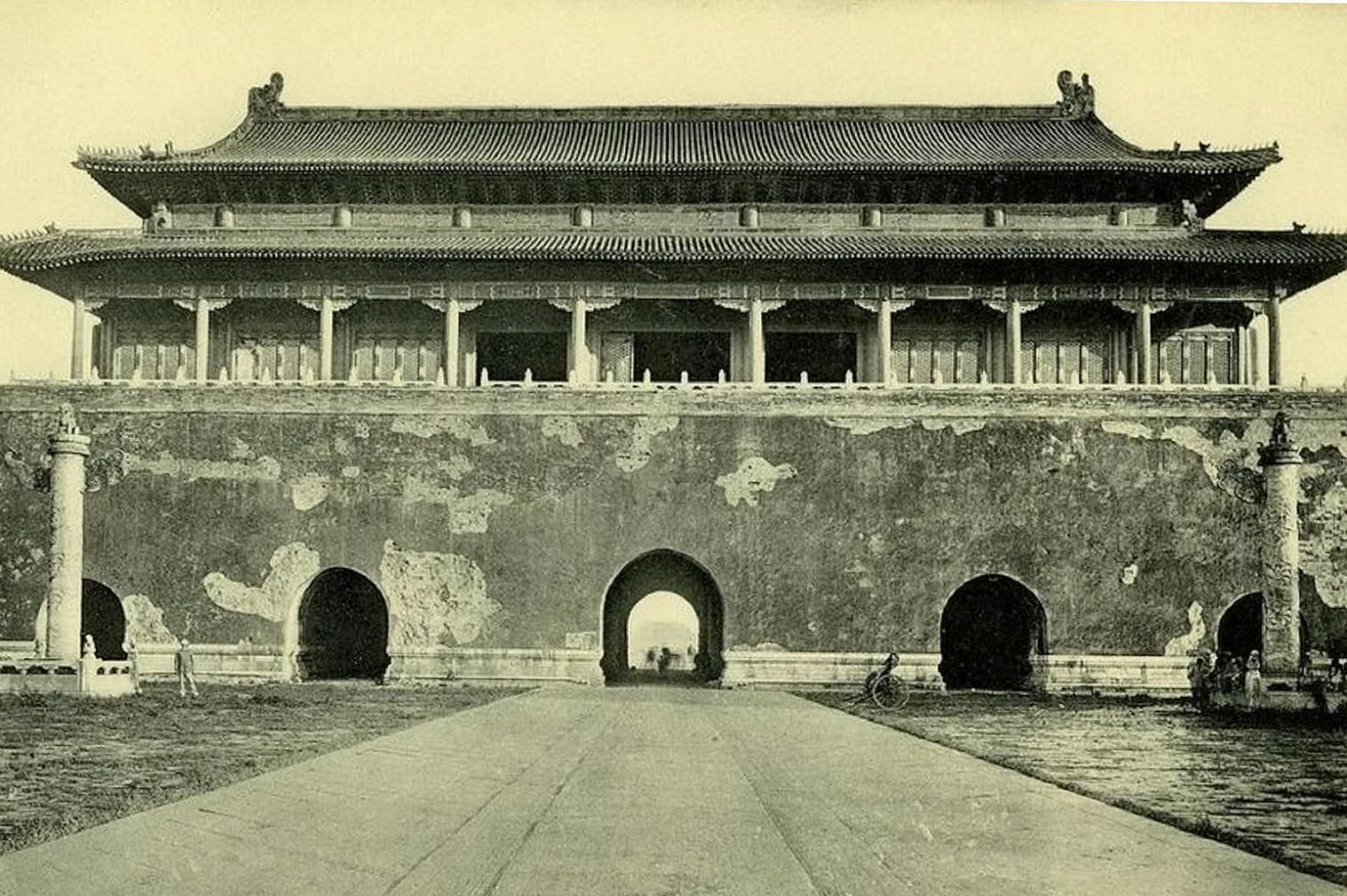
1900年的天安门背面
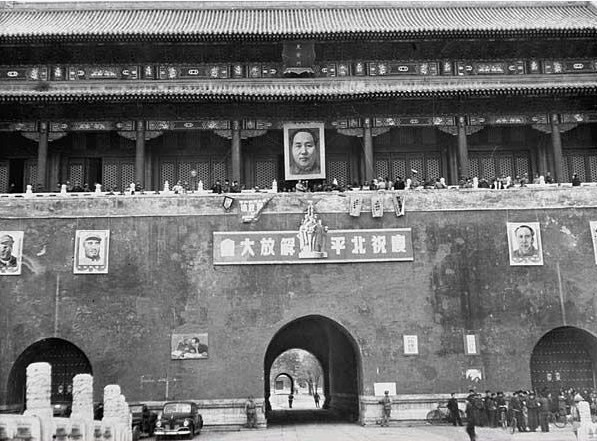
1949年2月12日庆祝北平和平解放大会于天安门广场举行，主席台设在天安门城楼

### 整修與重建
1949年后，天安门进行过多次整修，其中1952年和1970年的两次整修规模较庞大。近年有报道披露1969年12月15日至1970年3月7日的所谓「整修」其实是秘密将整个天安门拆除重建。1968年3月24日天安門城樓安全檢查小組提交《關於天安門城樓木結構構架安全檢查報告》，1968年3月初北京市革委會工交城建組召集市建委、規劃局、建築設計院等其中14人組成檢查小組詳細檢查，1968年5月開始翻修籌備。1969年10月下旬搭好腳手架木，11月下旬舊城樓拆完，1970年1月中旬做完大木安裝，3月中旬扣上瓦頂及關連設施、油漆彩畫，3月底以前落架清理。建設者口風極嚴，沒有絲毫外露消息。本次重建的原因在於此前的整修未能完全解决建筑结构变形的问题以及1966年的邢台大地震对建筑的影响。
1988年11月中旬起，对社会公众收费开放（初期每張門券30元人民幣，外國游客和港澳人士付同值代用券；現為每人15元，學生票5元）。城樓東西兩邊八大觀禮台全部開放的話，共能容納五、六千名遊客。
2024年7月27日，天安門作为「北京中轴线——中国理想都城秩序的杰作」的组成部分，入選世界遗产。

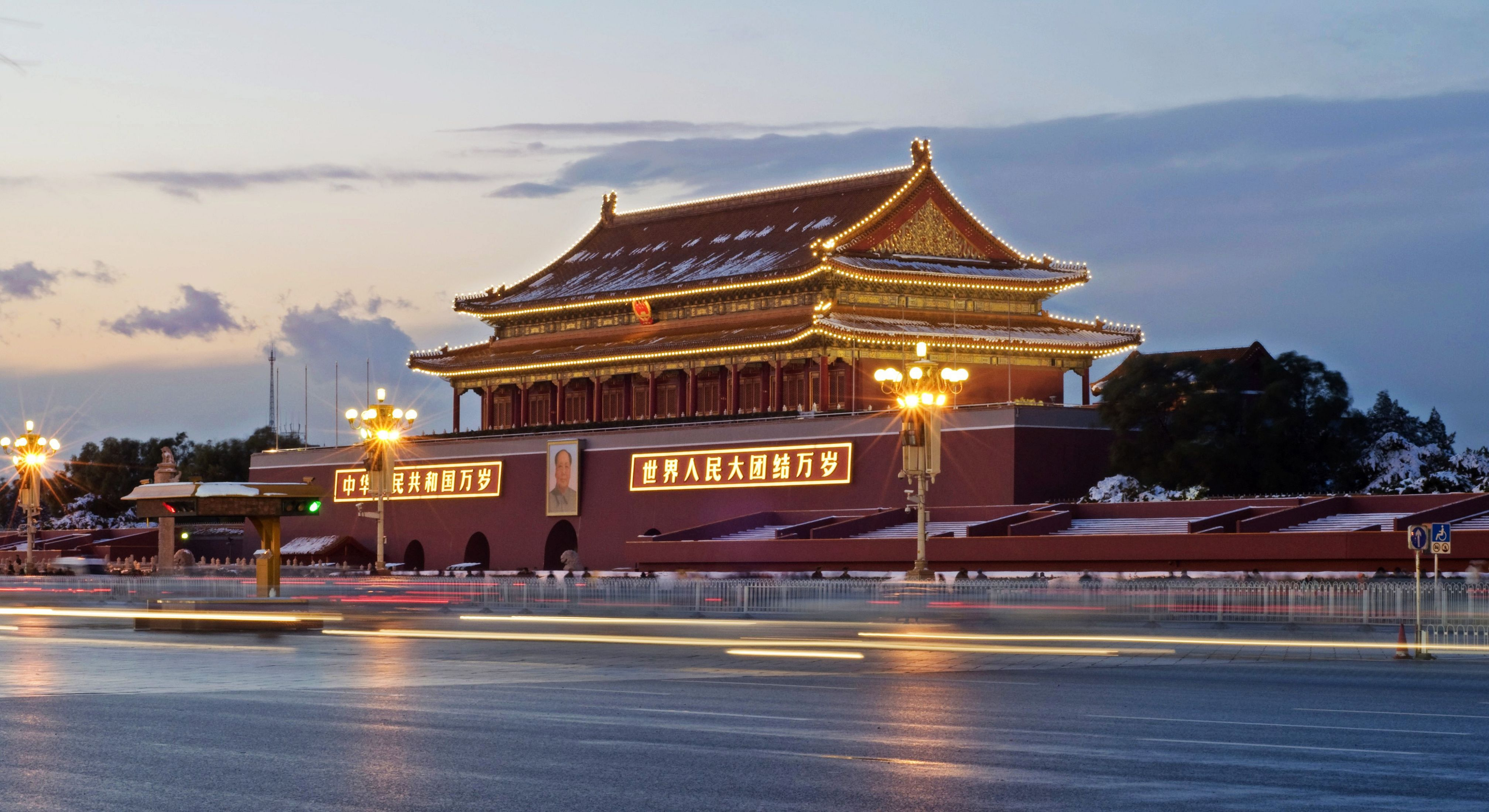
天安门夜景
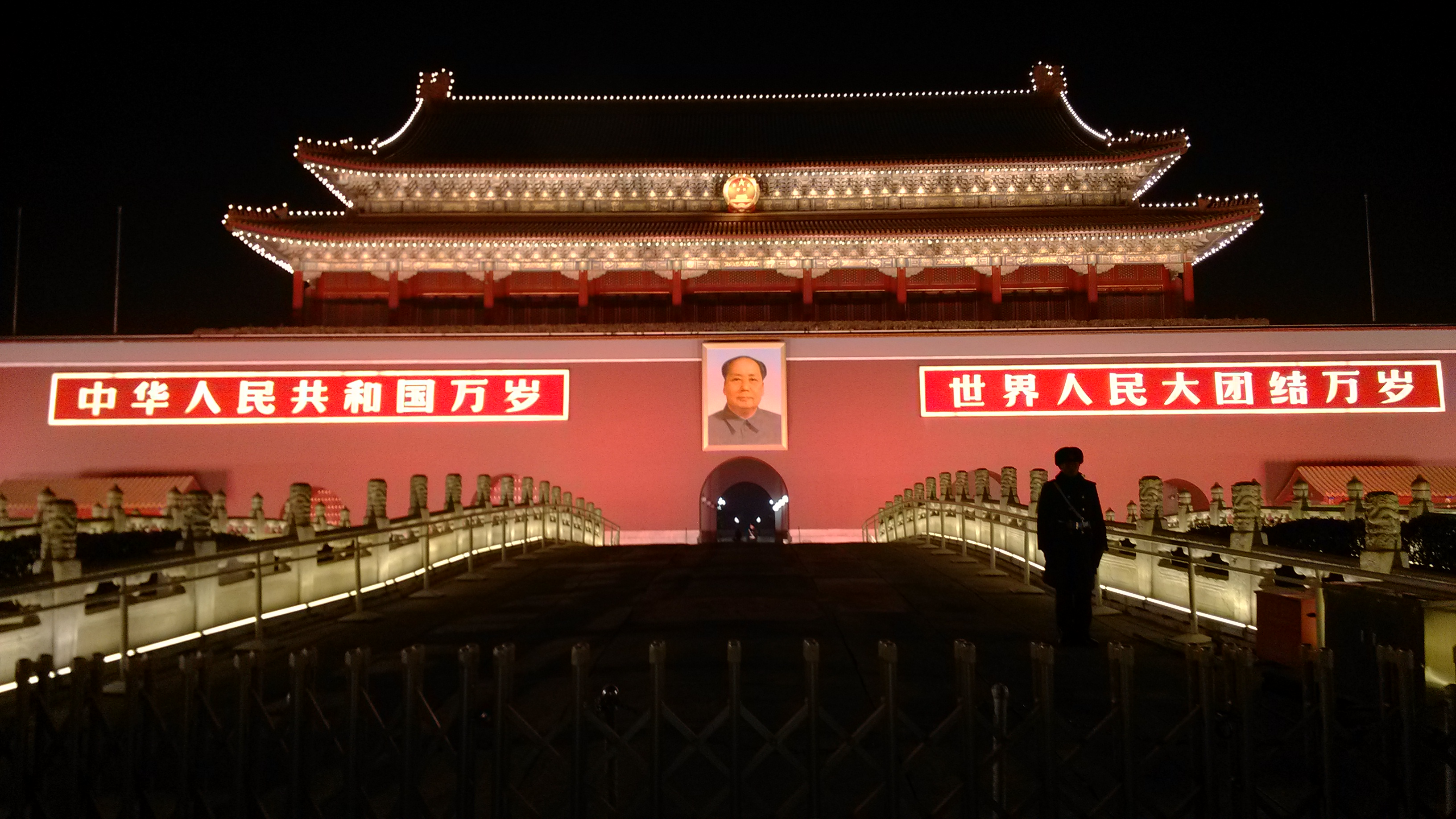
天安门夜景
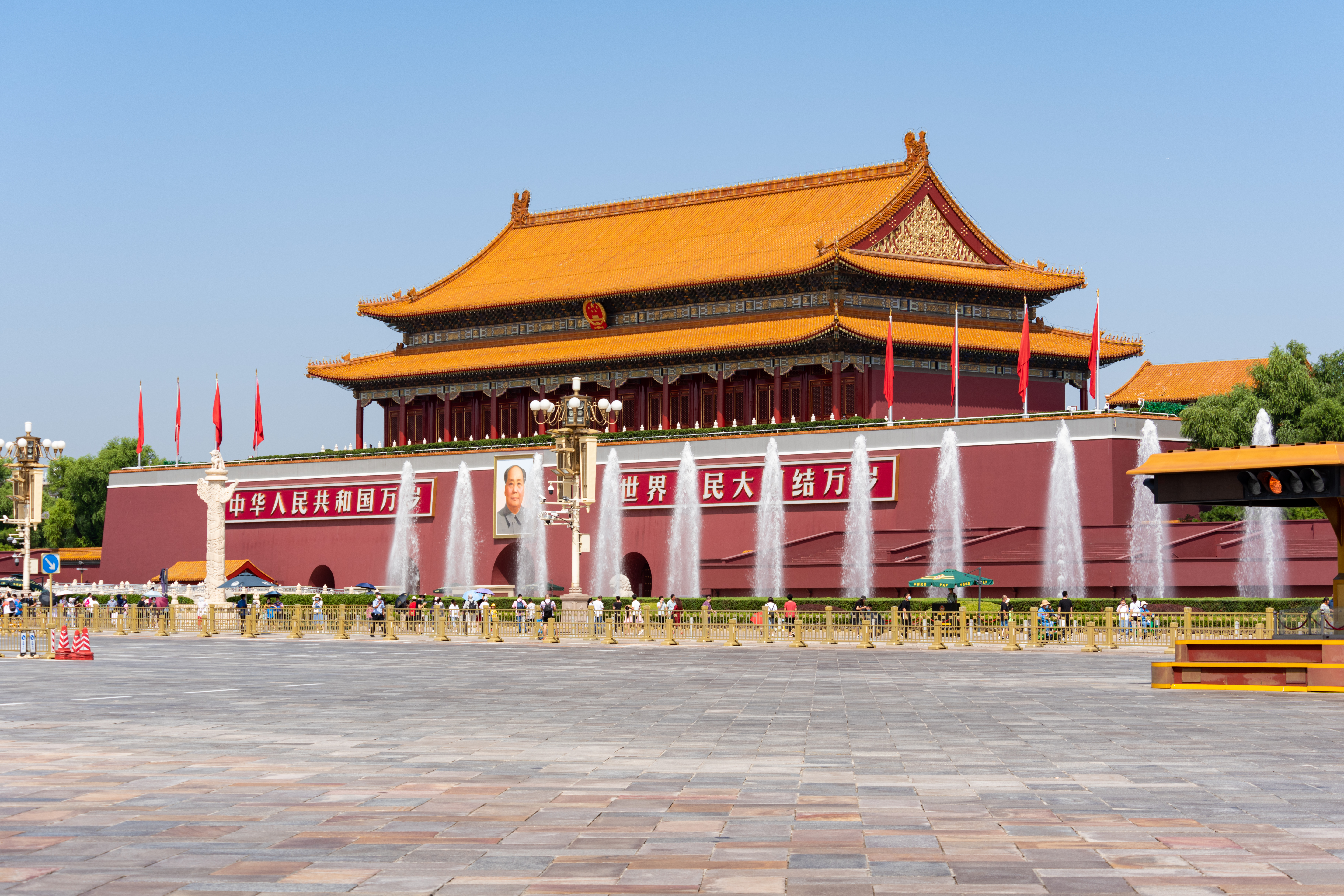
喷泉开启时的天安门城楼
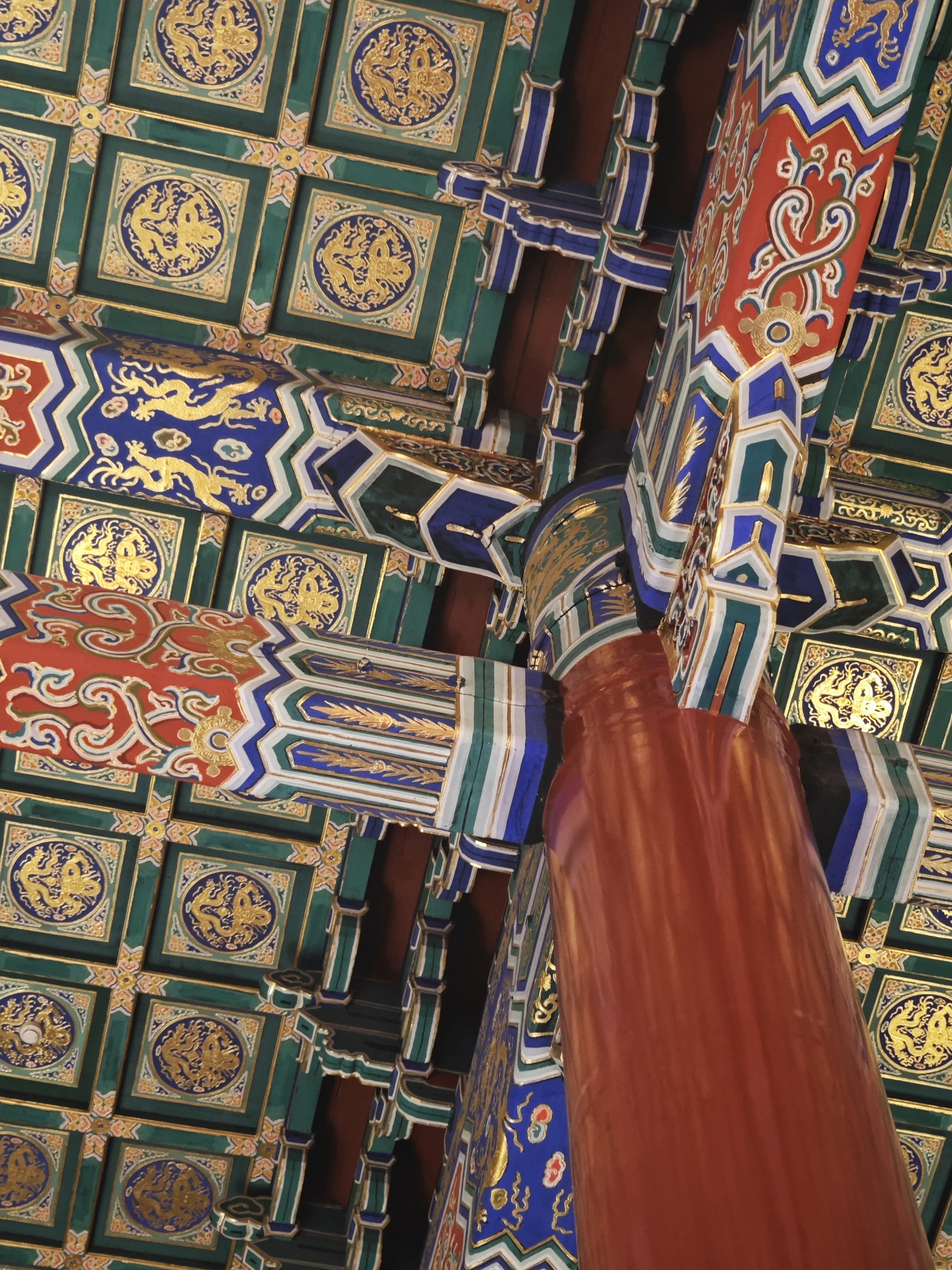
天安门城楼内的天花板
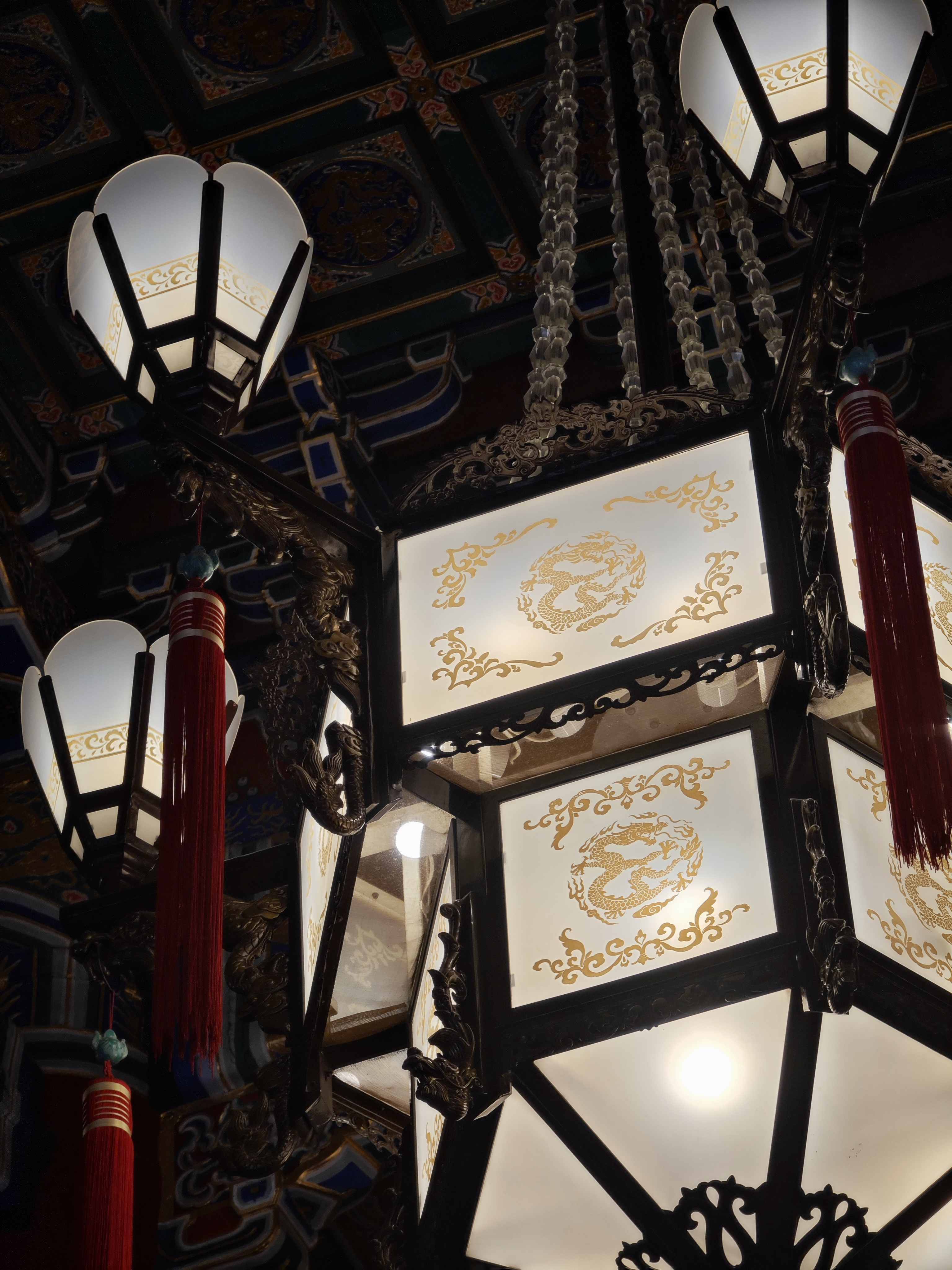
天安门城楼内的灯
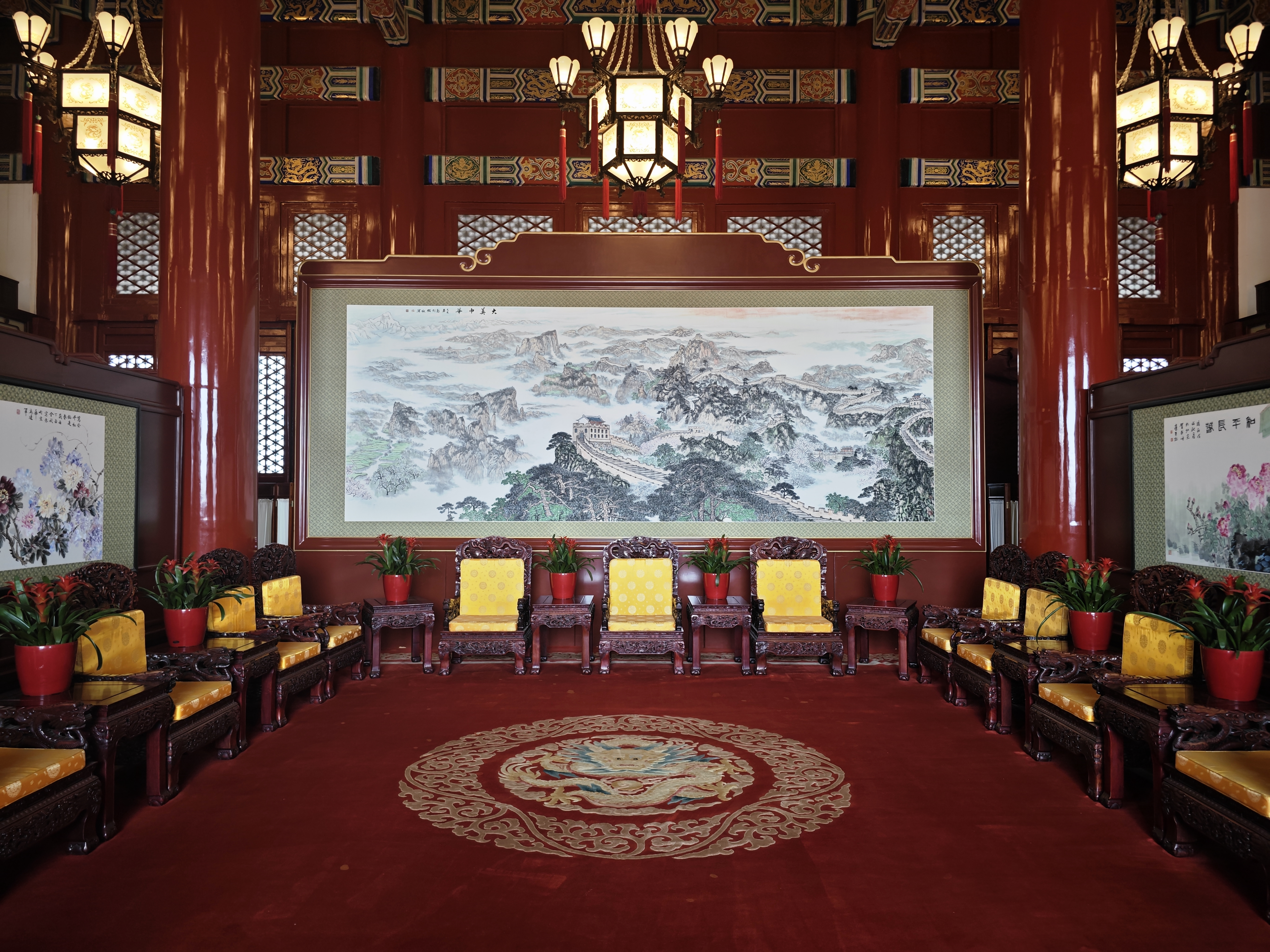
天安门城楼内的大会客室
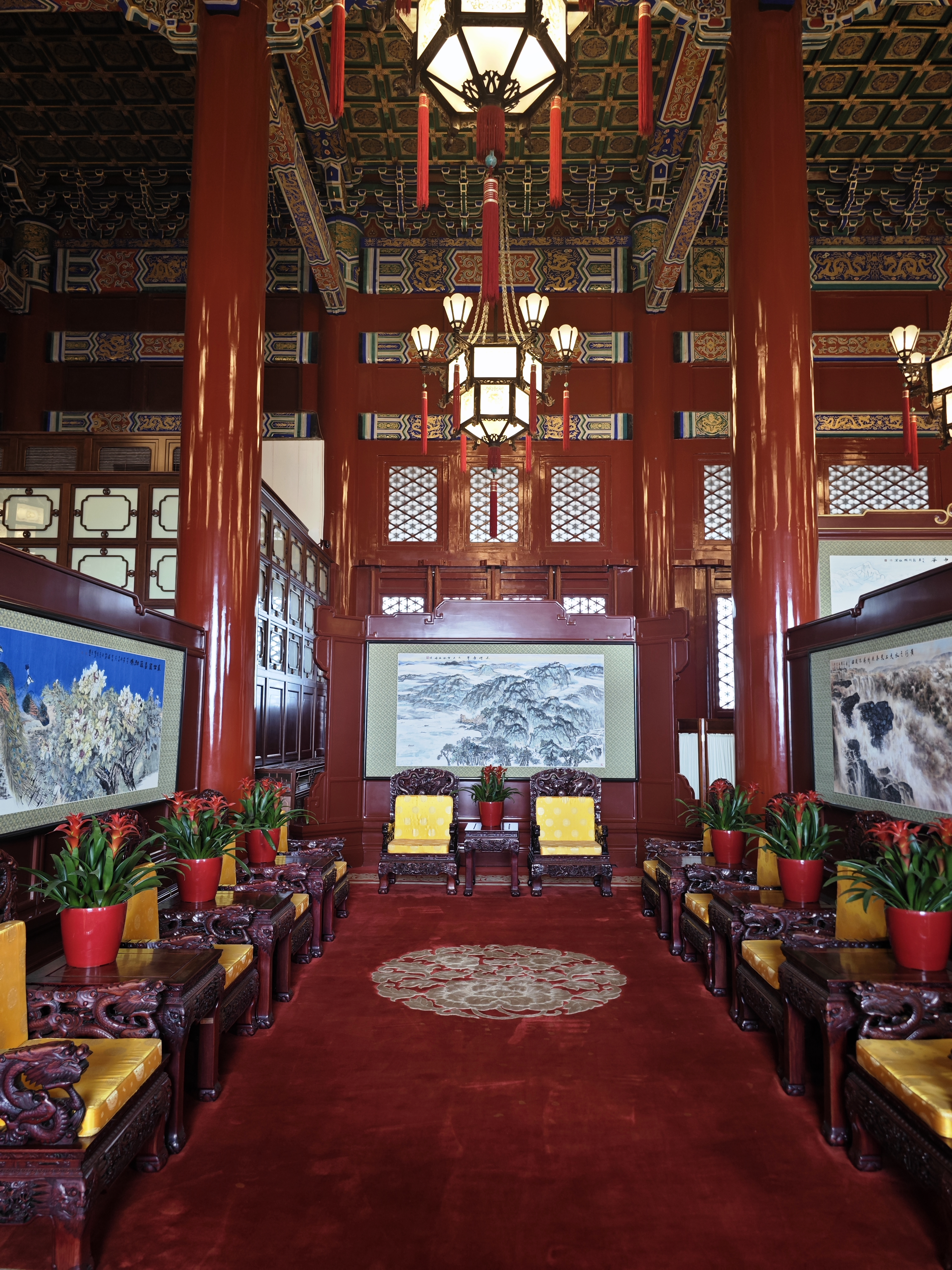
天安门城楼内的小会客室
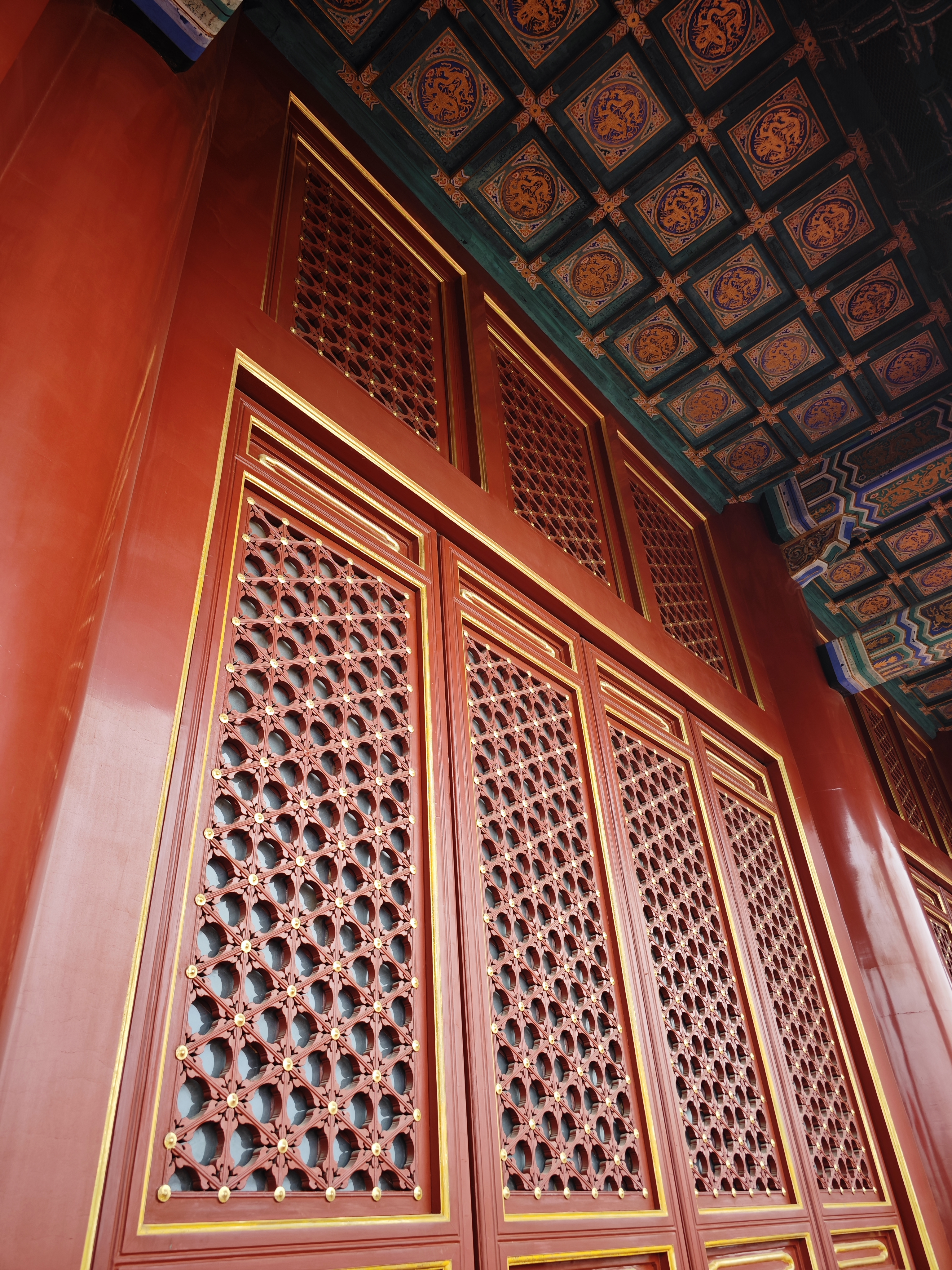
天安门城楼内的窗户
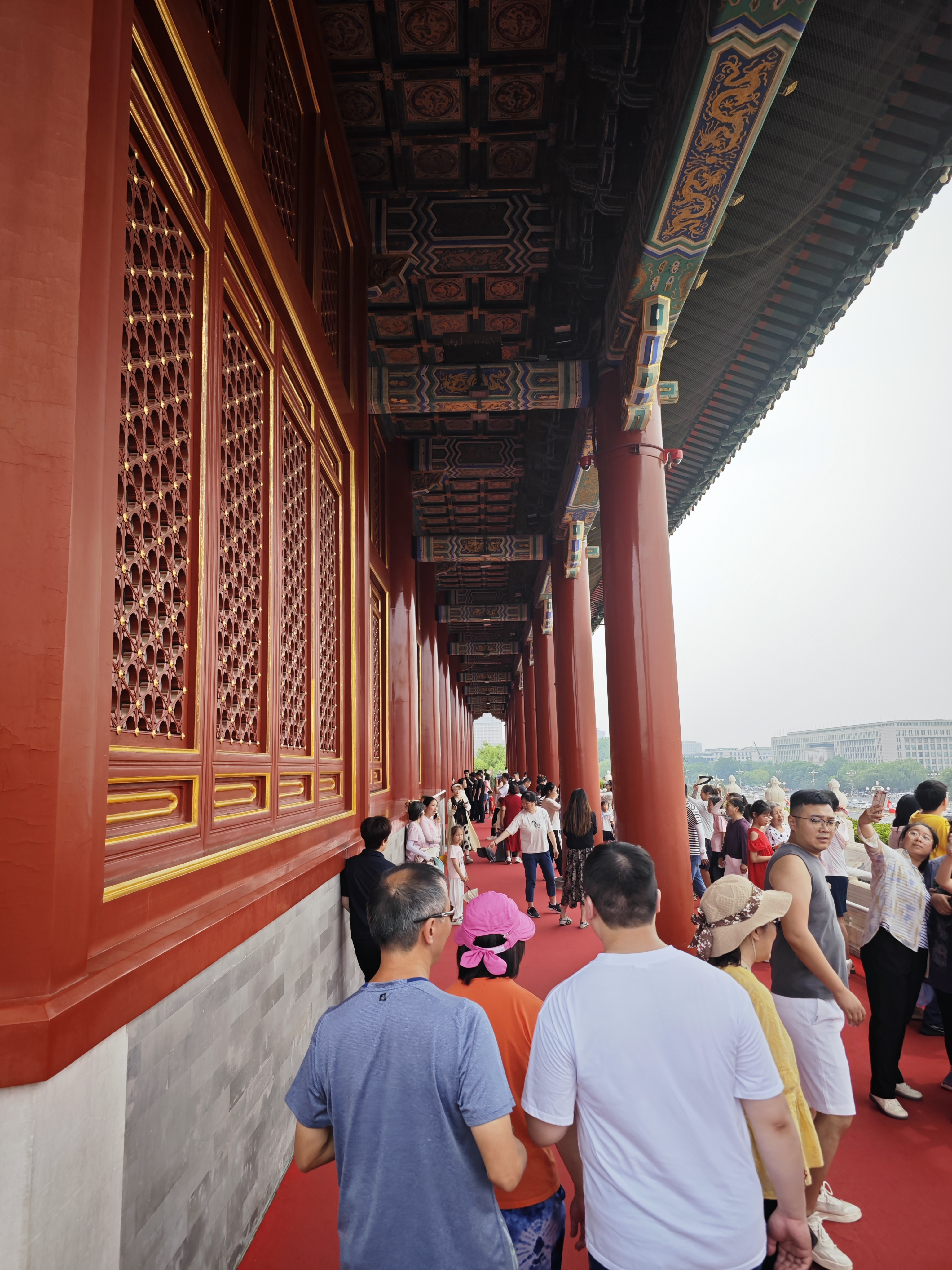
天安门城楼内的走廊，左侧进入楼内，右侧可以瞭望天安门广场
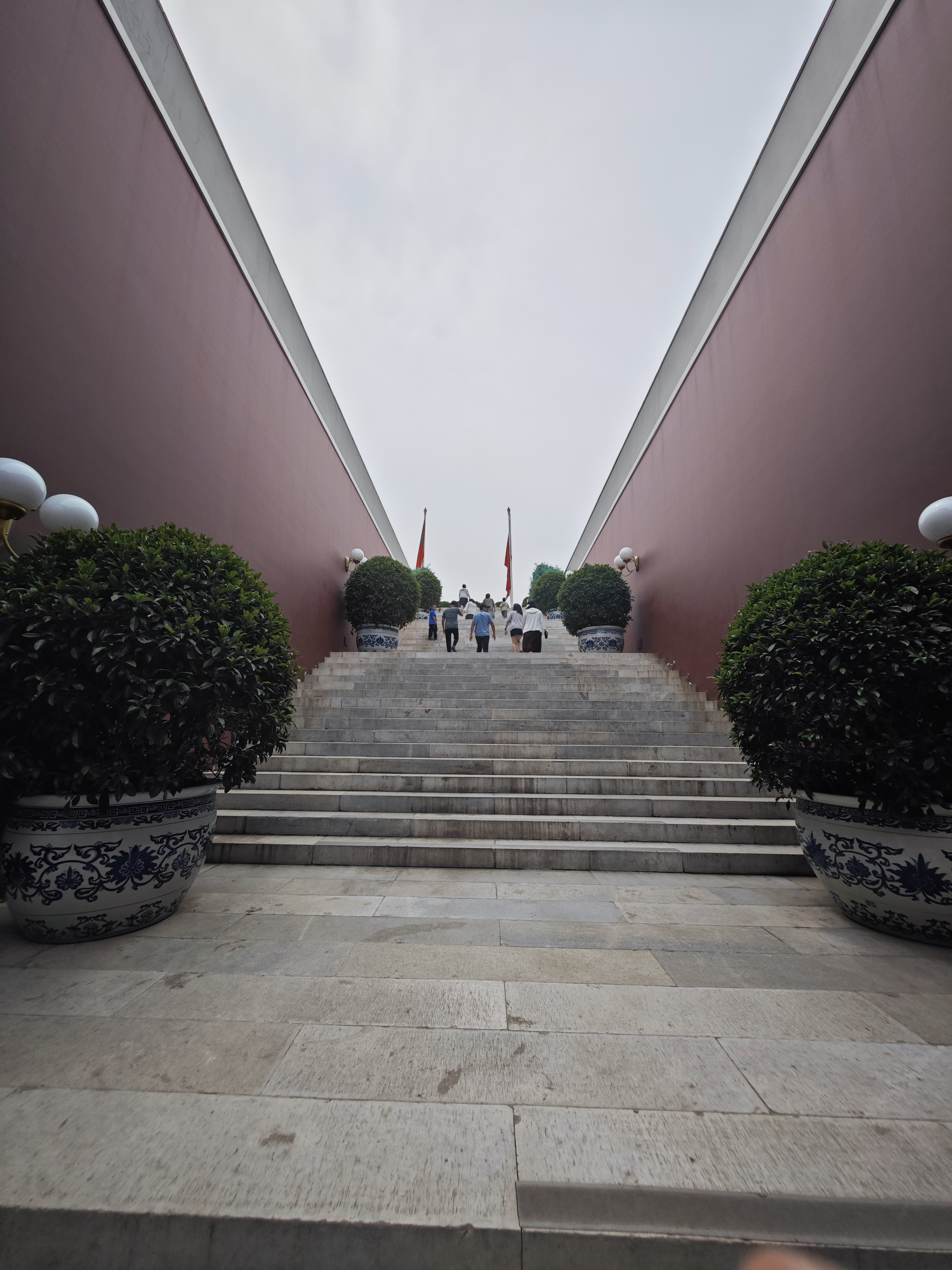
天安门城楼的楼梯，从这里步行登上天安门城楼
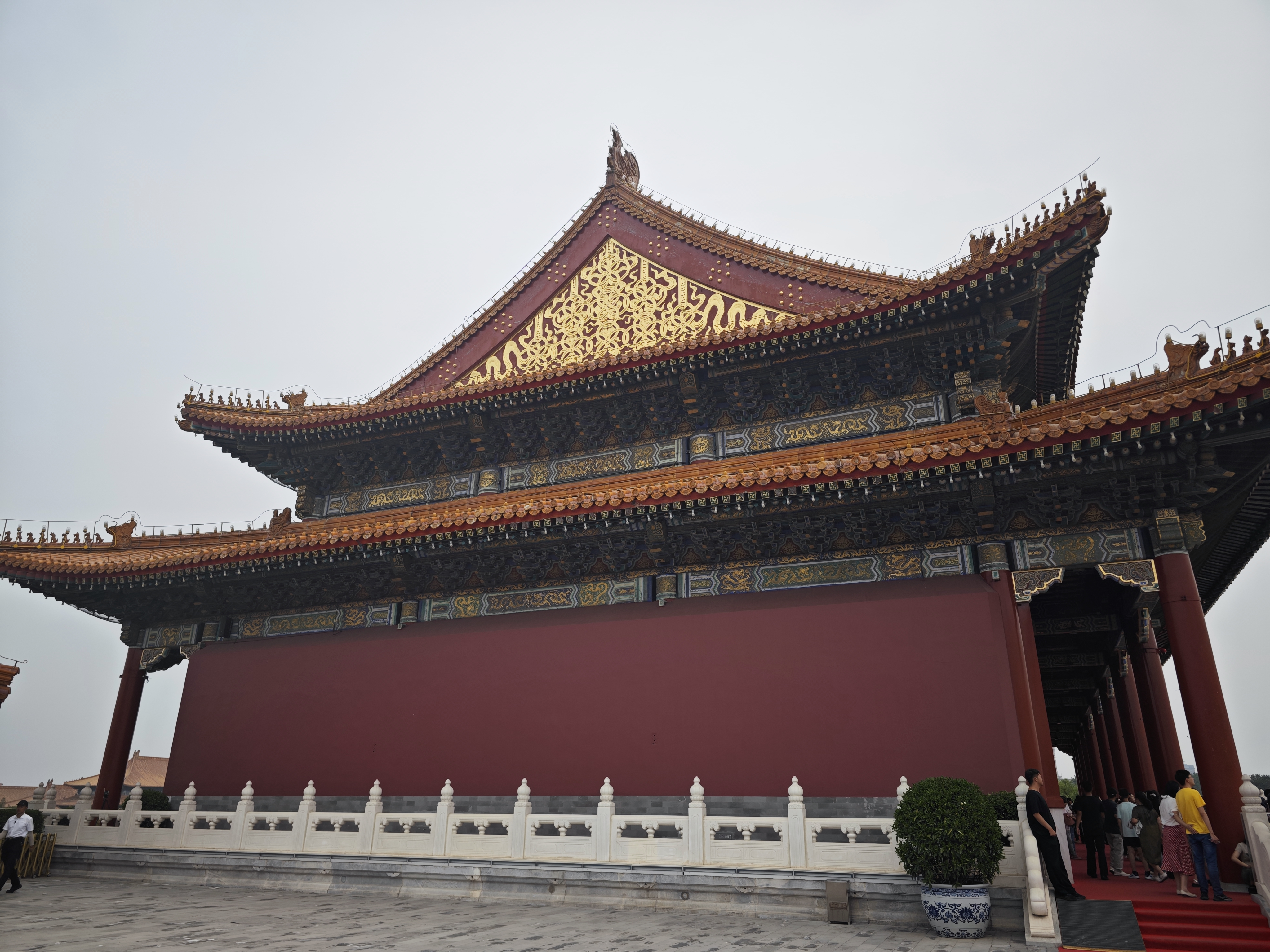
天安门城楼的侧面
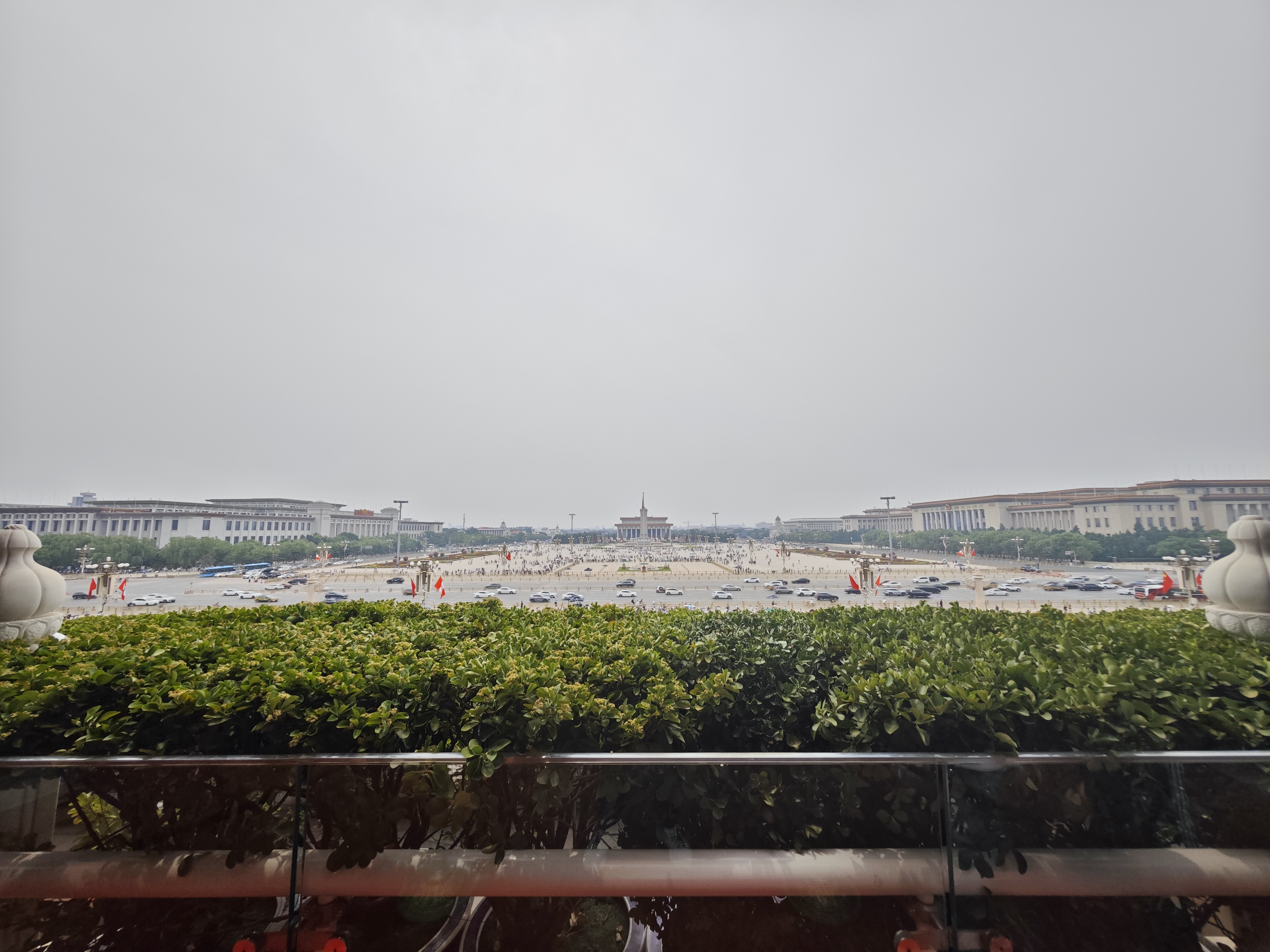
天安门城楼俯瞰天安门广场（广角）
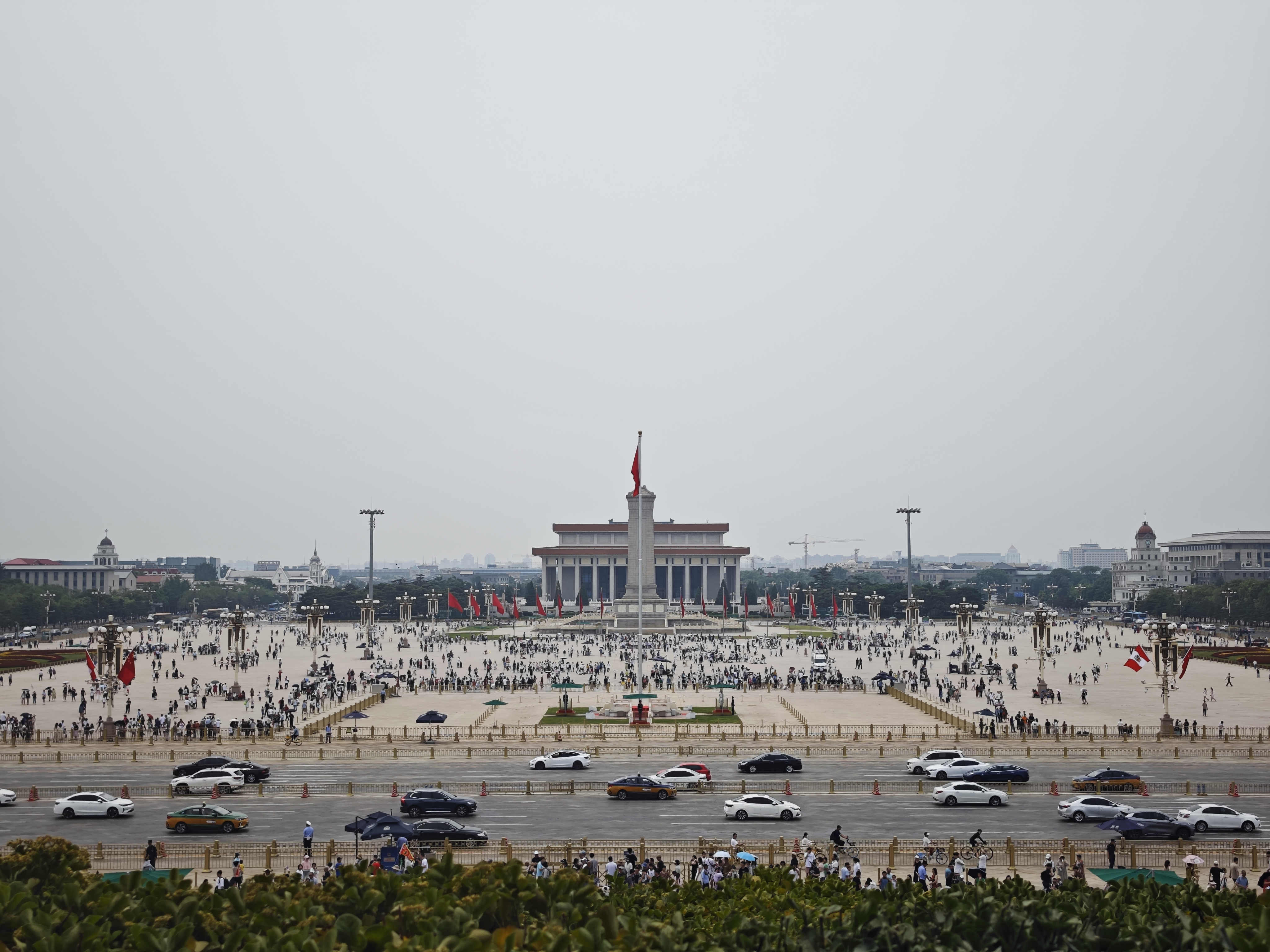
天安门城楼俯瞰天安门广场

## 城楼
天安门坐北朝南，原通高33.7米，1970年重修后改为34.7米。建筑的底部为汉白玉精雕的须弥座，高1.59米。底座上建有朱红色的高大城台，面积约440000平米。城台的两侧有登城马道，台上建城楼。
城楼面阔九间（57.14米），进深五间（20.97米），重檐歇山顶，覆蓋黄琉璃瓦。在两层正檐之间有用滑轮固定的一枚中华人民共和国国徽，直径1.7米，位置与北京中轴线严密重合。屋檐下悬挂着17盏大红宫灯，其中主灯重达450公斤，辅灯也各重350公斤。整座屋顶由60根大红木柱支撑，每根柱的直径约2米。城楼的正背面各排列有36扇菱花门窗，天花、斗拱和梁枋上都绘制了最高等级的“金龙和玺”彩画。楼体的四周为回廊环绕，廊深3米左右，廊外设汉白玉栏杆和矮墙。整座天安门城楼的外观富丽堂皇，雄伟壮观，氣勢磅礡，非常莊嚴肅穆。

### 民國時期
在天安门城台的下部开有城门五阙。正中的门洞高大宽敞，专供皇帝出入。城门上原挂“天安门”牌匾，中華民國時期（1928年）國民革命軍北伐統一後，天安門首次掛上領袖肖像和標語，領袖肖像為國父孫文，但孫文的肖像掛在現今毛澤東肖像的位置，兩邊還掛有孫文的遺囑：「革命尚未成功，同志尚需努力」。肖像上方還有國旗桿，懸掛中華民國青天白日滿地紅旗。
1930年起，時任國民政府軍事委員會委員長蔣中正開始大規模剿共，天安門城牆上出現六個大字標語「剿共和平建國」。1937年，七七事變之後，日軍佔領北平並成立傀儡政府中華民國臨時政府，便在城樓上左右掛上標語「慶祝中華民國，臨時政府成立」，城門上方還懸掛「五色旗」。1937年12月8日，日軍為慶祝中華民國國民政府首都南京攻陷，天安門城牆上的標語，改成「祝南京陷落」。此後日本在二戰後期為提倡「大東亞共榮圈」，天安門上的城牆標語改成「建設東亞新秩序」。
抗戰勝利後，天安門城牆上的「建設東亞新秩序」標語已被撕下，城樓上懸掛時任國民政府主席蔣中正肖像，蔣中正肖像是放置於城樓上，城牆上的標語已改成「天下為公」。這次是天安門第二次懸掛領袖肖像，而這次的國民政府主席蔣中正肖像比之前懸掛城牆的國父孫文肖像比例要來得大，肖像置於城樓上方已快到天安門屋頂，從歷史照片中可以看到這幅蔣中正肖像，比例大到無法懸掛在天安門城牆，只能放置在天安門上方的城樓。蔣中正肖像在城樓上一直放置到1949年結束。城牆上的標語於1948年改為「發揚民權，實施憲政」，這是中華民國在大陸時期於北京天安門的最後標語。
由於蔣中正肖像放天安門城樓上的位置醒目，抗戰勝利後，過去的老照片或過去駐在北京的美軍於抗戰勝利後拍攝的老影片，都會以放置蔣中正肖像的天安門當作北京的地標景點。

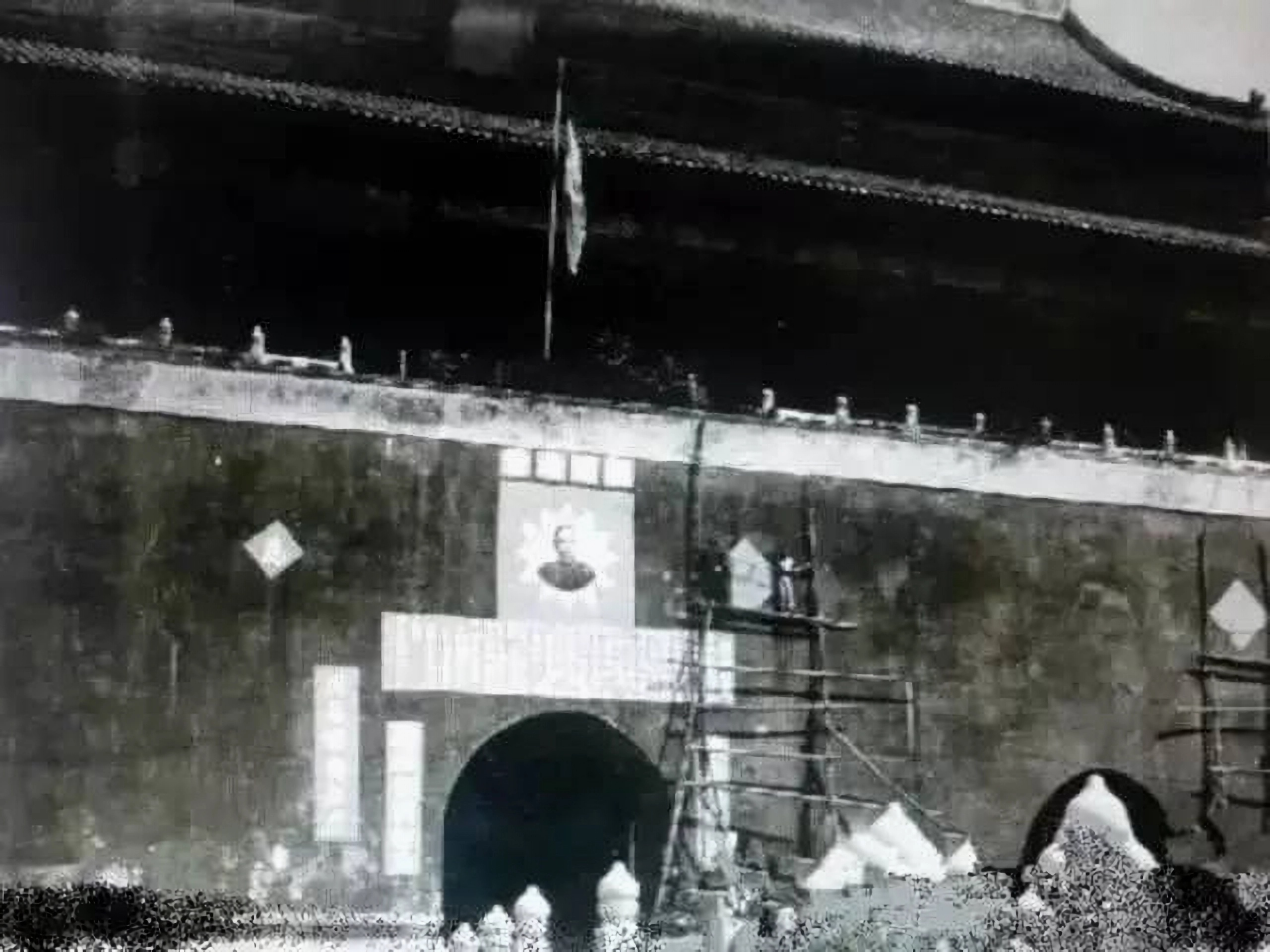
1928年8月24日悬挂在天安门的孫中山画像
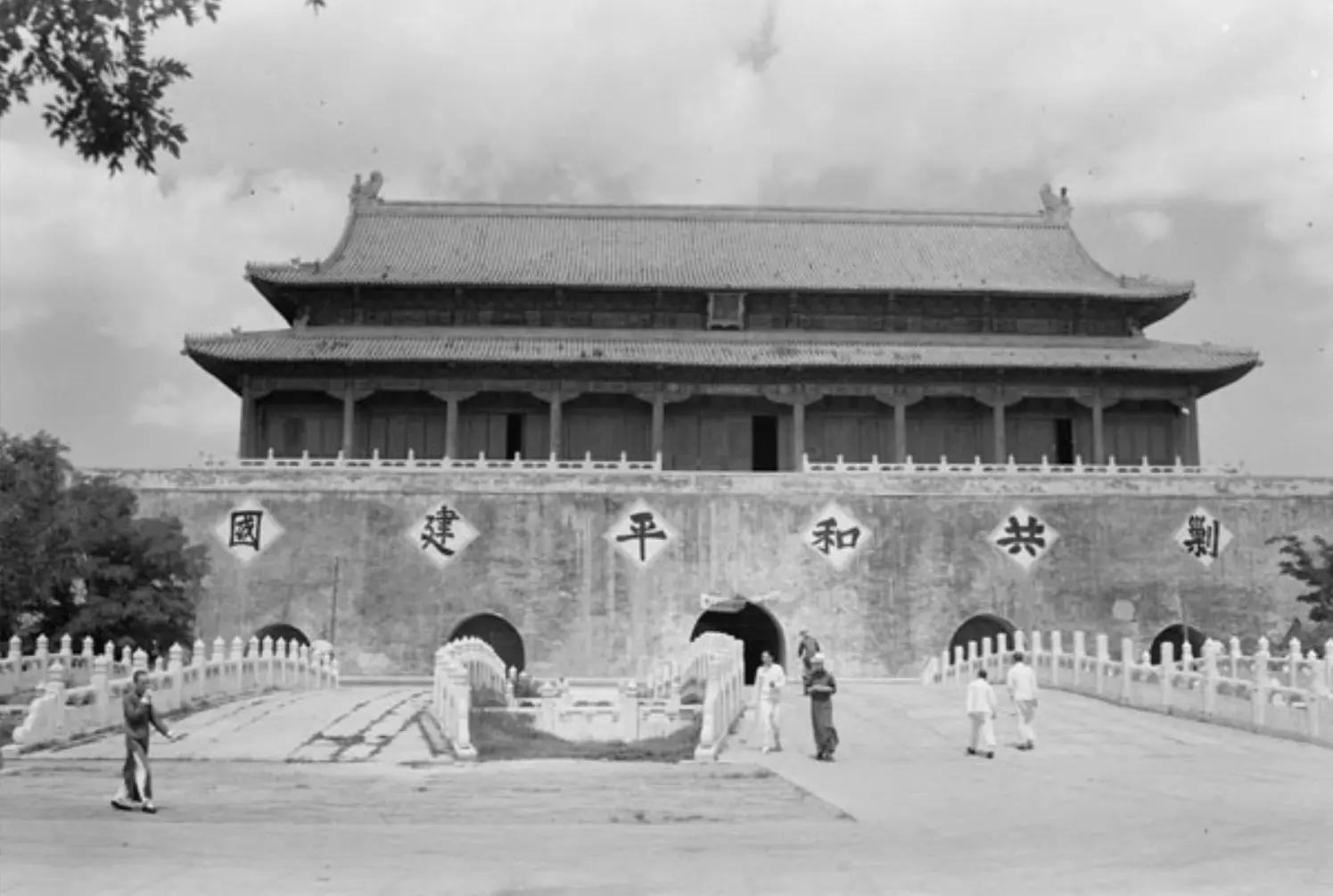
1930年國民政府剿共時，天安門懸掛著「剿共和平建國」六字牌
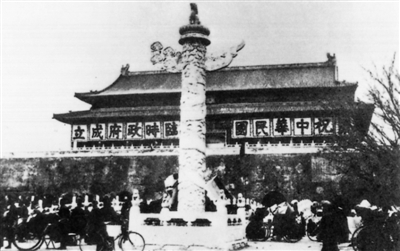
1937年，临时政府在天安门上悬挂了巨幅标语“庆祝中华民国临时政府成立”
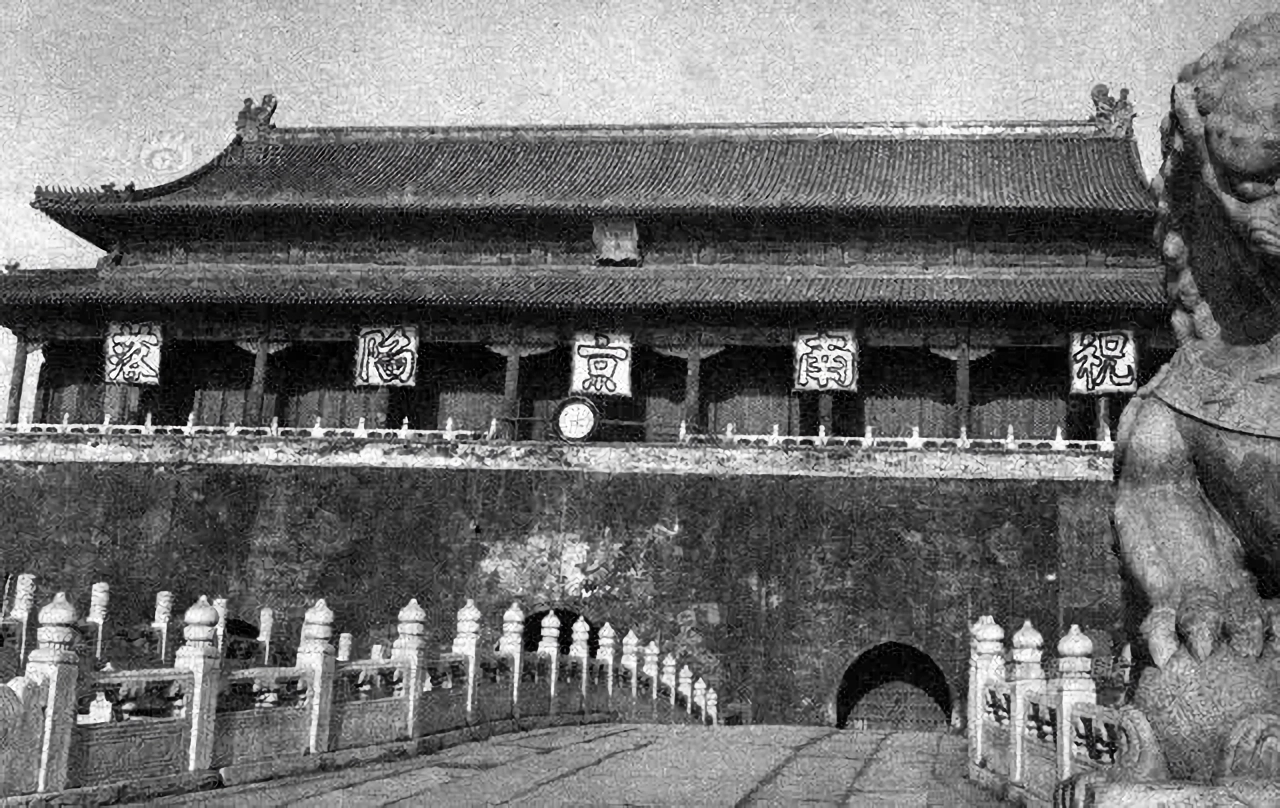
1937年12月13日，日军在天安门上挂出“祝南京陷落”的牌子
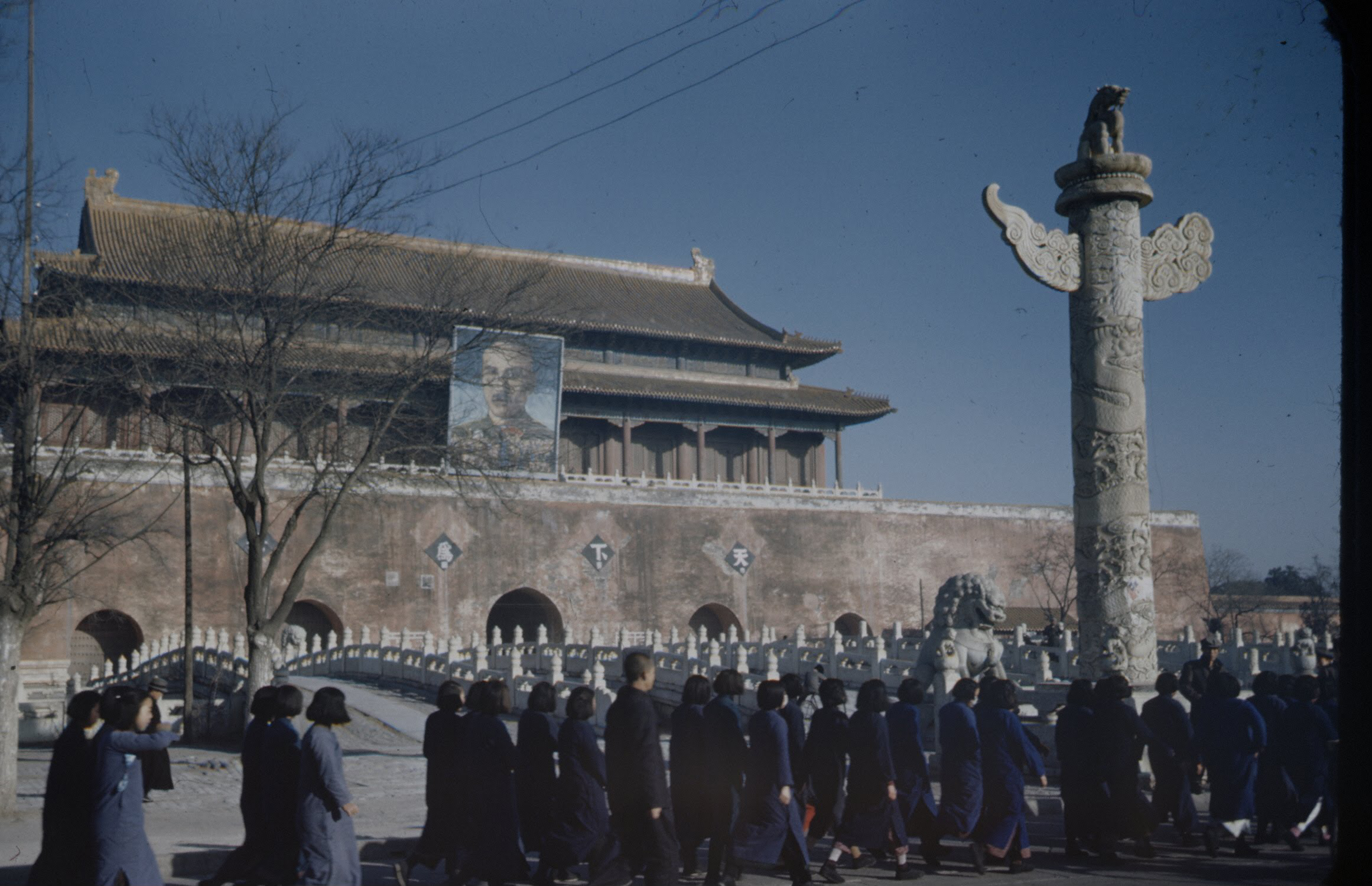
抗戰結束後，懸掛著蔣中正總統畫像的天安門，畫像下方掛著「天下為公」四字牌語

### 現況
1949年以后改挂巨大的毛泽东画像，毛澤東的画像每年中华人民共和国国庆节前都要更换，历史上在1950年、1953年和1969年进行过三次改版（1950年版由張振仕所繪）。目前使用的是1969年第四版的作品（繪者為葛小光），绘制在一整块玻璃钢板上，外框高6.4米、宽5米，内框高5.8米、宽4.4米。
为准备1949年开国大典，时任新闻总署署长的胡乔木拟定在画像的东西两侧设置两条巨型标语，为繁体字的“中华人民共和国万岁”与“中央人民政府万岁”，并由在延安时期便以擅长写宣传标语而著称的、时任政协筹备委员会总务处办公室主任钟灵设计书写。
1950年国庆节前经胡乔木建议，天安门城楼东侧的巨幅标语由“中央人民政府万岁”更改为“世界人民大团结万岁”，亦此次改动由钟灵书写，对但西侧标语“中华人民共和国万岁”未作改动。胡乔木对此次改动做出解读，表示：“我们是新民主主义国家，要发展同世界人民的友谊和联系。这两条标语，一条‘中国’，一条‘世界’。无论什么时候都是适用的，要成为固定的、永久性标语”。这两条巨幅标语各长30米、高2.2米，原以繁体字刻在木板上，1964年换成简化字，1970年后改用了金属材料制作。

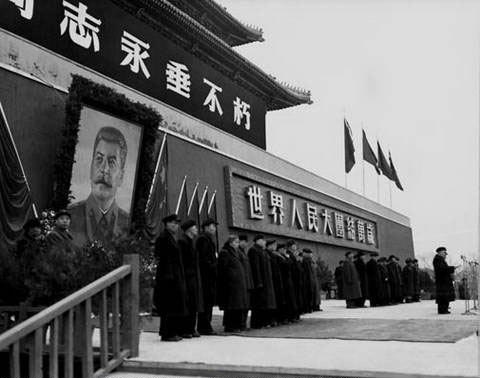
1953年天安門懸掛的史達林肖像，可見當時“世界人民大團結萬歲”以繁體字書寫

值得一提的是，於1953年3月5日蘇聯領導人史達林去世，9日北京市政府為他舉辦萬人追悼會，將天安門毛澤東肖像更換為史達林肖像一天，並且搭配「斯大林同志永垂不朽」標語及肖像兩側各五面旗幟，是天安門首次懸掛中國以外人士肖像。

### 遭破坏事件
歷史上該毛澤東畫像曾多次被破壞：1989年5月23日下午2點，三名從長沙來北京的青年余志堅（瀏陽官渡中學教師）、喻東嶽（《瀏陽日報》美術編輯）、魯德成（長途車司機）以雞蛋殼盛上紅、藍色之顏料向毛像潑灑，其後該畫像迅速被布覆蓋，傍晚已被更換並掛出，而三人被高自聯押送往公安局。另外在2007年5月12日下午5時46分，來自烏魯木齊的35歲男子顧海歐以自製燃燒物投向毛像，造成框之左下有輕微灼痕薰黑，公安封鎖廣場並將火撲滅，現場值勤警察拘捕顧，該損毀之畫像已於當晚被更換。2007年7月2日一名男子點燃炮竹準備朝肖像投擲時，還未扔出即遭到安全人員制伏。
2013年10月28日，恐怖分子驾驶1輛吉普車從南池子大街南口右轉闖入長安大街便道由東向西行駛，隨後撞向天安門金水橋護欄後起火。此次恐怖袭击事件造成車上3人死亡，而行駛過程中亦造成多名遊客及警察受傷。在冲撞过程中，有一名1名菲律宾籍女游客、1名广东省男游客死亡。策划者三人事后被抓获，并被判处死刑。
2014年3月6日中午12点，孙兵为达到个人目的，在北京市天安门城楼南侧小广场向天安门城楼毛泽东像投掷墨水瓶，造成毛泽东像污损，现场临时采取清场等措施。次年4月，北京市东城区人民法院一审以犯寻衅滋事罪，判处孙兵有期徒刑一年二个月。

## 周围

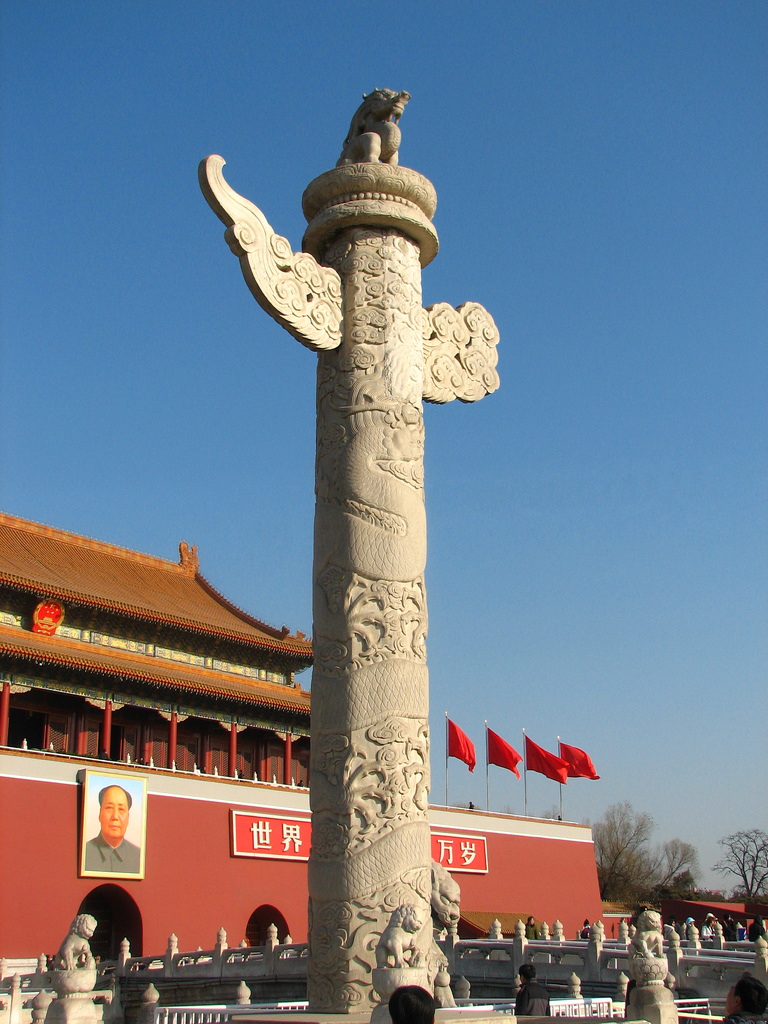
华表和金水桥

天安门城台前有金水河，河上架五座汉白玉石桥与五个门洞一一对应，称为“金水桥”。中间的桥略宽，又叫御路桥，两侧的栏杆望柱上雕刻着蟠龙图案。另外的四座桥则叫做“王公桥”，栏杆望柱上雕刻着荷花图案。在桥边还有两对石狮子，是明永乐朝的遗物。东面雄狮的右爪戏弄绣球，西面雌狮的左爪抚弄小狮，分别象征着皇权的威严和永久。
天安门城楼的前后各有一对华表，通体用汉白玉雕刻而成，每根高10多米，重万余斤。华表上刻有云纹和盘龙图案，在靠近顶部的地方横插着一块云板，称作“日月板”。华表的最顶端有承露盘，盘上蹲立着“龙生九子”之一的石犼，也叫做“朝天吼”或“望天吼”。其中城楼内侧的石犼面向北方，正对着紫禁城，称为“望君出”，外侧的石犼面向南方，称为“望君归”。

## 歷史事件
天安門廣場上歷來發生了許多重大的、對中國歷史發展之沿革有著相當影響力的歷史事件。
- 宣統三年腊月廿五（公元1912年2月12日），隆裕太后在這裡頒布末代皇帝溥儀的退位詔書，從此天安門不再歸皇室所有。
- 中華民國大陸時期的1919年「五四運動」、1925年「五卅運動」、1926年「三一八惨案」中“反对八国最后通牒的国民大会”、1935年「一二九運動」、1948年5月中下旬之「反饑餓、反內戰、反迫害運動」等先後在這裡發生。
- 1949年10月1日，天安門廣場上舉行中華人民共和國開國大典，毛澤東及其他中國共產黨領導人與民主黨派人士在城樓上宣佈中華人民共和國中央人民政府成立。從那時起，天安門便成為中華人民共和國的象徵，後來更把它的圖案設計在中華人民共和國國徽之正中。毛澤東及後來的歷屆中共領導人亦以該處上舉行閱兵、遊行儀式。文化大革命中，毛澤東曾經在天安門城樓八次接見過從中國各地來的紅衛兵。
- 1976年「四五運動」、1989年「六四天安门事件」和2001年「天安门自焚事件」都發生在天安門前的廣場上。
- 2013年10月28日12时许，三个恐怖分子驾驶一辆吉普车车闯入长安街便道，撞倒多名游客后，撞向天安门城楼毛泽东像对出的金水桥护栏上。车辆撞击后，发生大火，詳見金水橋事件。

## 国家象征

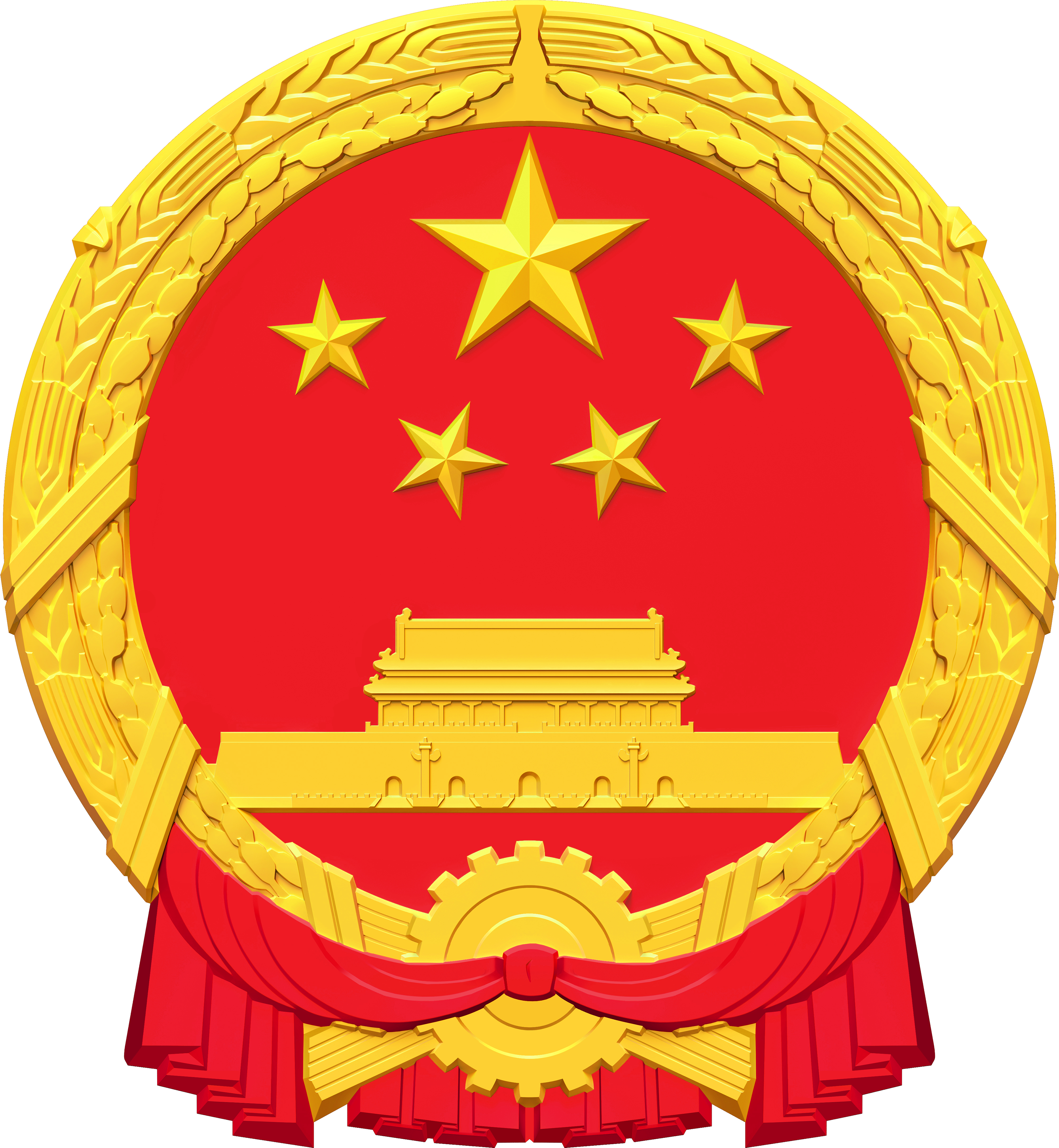
中华人民共和国国徽上的天安门
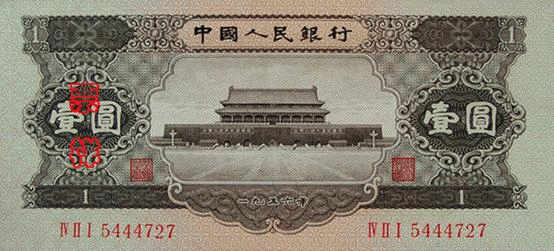
第二套人民币一元券上的天安门